# Neonesidea corpulenta
Neonesidea corpulenta is een mosselkreeftjessoort uit de familie van de Bairdiidae. De wetenschappelijke naam van de soort is voor het eerst geldig gepubliceerd in 1894 door Müller.